# Василий Иванович (князь рязанский)
Василий Иванович (1447—7 января 1483) — Великий князь рязанский (1456—1483), сын и наследник великого князя рязанского Ивана Фёдоровича.

## Биография

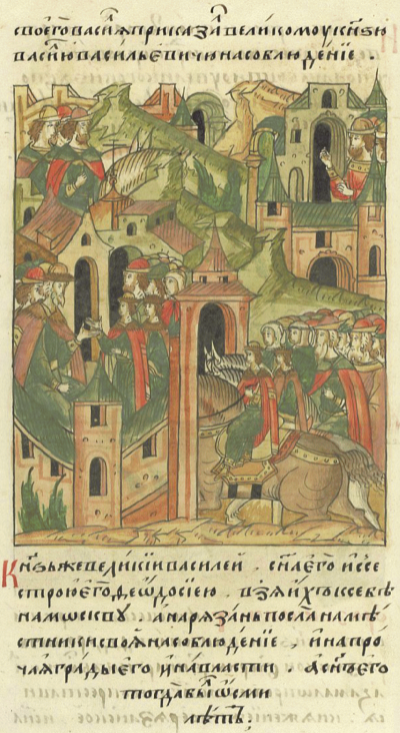
Василий и Феодосия рязанские приезжают к Василию II Тёмному

Василий Иванович был ещё в малолетстве, когда в 1456 г. умер его отец князь Иван Фёдорович. В своём завещании опекуном он назначил Великого князя Московского Василия Тёмного. Молодой князь и его сестра Феодосия воспитывались в Москве при дворе московского князя, а в рязанские земли были посланы наместники из Москвы. В 1464 году при достижении Василием зрелости воцарившийся уже Иван III отправил его владеть Рязанским княжеством. Зимой того же года Василий приезжает в Москву и женится на княжне Анне Васильевне, младшей дочери Василия Тёмного, сестре Ивана III. Венчание состоялось 28 января в соборной церкви Успения Богородицы.
Василий Иванович княжил 19 лет всё время оставаясь верным союзником Московского княжества. Видимо, этому способствовала и супруга князя, игравшая достаточно активную роль в политике. Она неоднократно гостит в Москве, и здесь же 14 апреля 1467 г. на свет появился наследник Рязанского княжества — Иван. Вероятно хорошее расположение Московского князя к Рязанскому привело к кратковременному подчинения Пронского княжества Рязанскому. Пронское княжество ранее было независимым, потом перешло в московское подчинение. Но в своем завещании Василий Иванович распоряжается Пронском, как своим городом.
Василий Иванович умер 7 января 1483 г. в возрасте 35 лет.
Княжество было поделено между двумя сыновьями Иваном и Фёдором.
Иван, как старший получал титул Великого князя и две трети княжества (Переславль, Ростиславль, Пронск). Фёдору достались города Перевитск и Рязань.
В этот момент наследники были ещё слишком молоды, поэтому находились под опекой своей матери Анны Васильевны.

## Семья
Отец: Иван Фёдорович — великий князь рязанский (1427—1456).
Мать: Анна (ум. 1456)
Жена: с 22 января 1464 Анна Васильевна (1450—1501) — единственная дочь великого князя московского Василия Тёмного.
Дети:
- Иван (1467—1500) — великий князь рязанский (1483—1500).
- Пётр (1468 — до 1483)
- Фёдор (ум. 1503) — удельный князь рязанский.
- Анна — жена князя Фёдора Ивановича Бельского